# Pfarrhaus (Monplaisant)

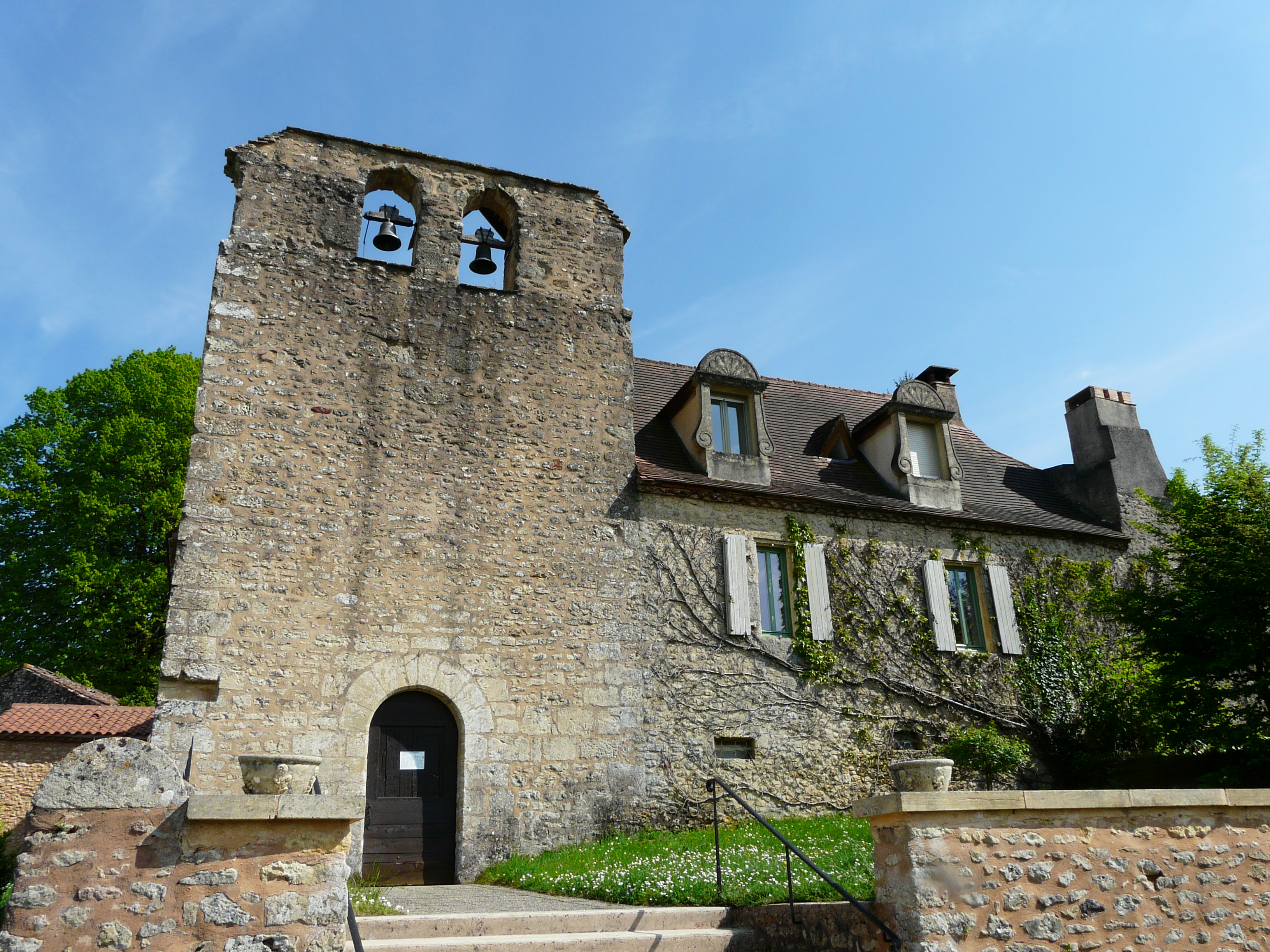
Kirche und Pfarrhaus in Monplaisant

Das Pfarrhaus in Monplaisant, einer französischen Gemeinde im Département Dordogne im Nordosten der Region Aquitanien, wurde im 16. Jahrhundert errichtet. Das Pfarrhaus grenzt unmittelbar an die Pfarrkirche St-Jean-Baptiste.
Der zweigeschossige Satteldachbau aus Bruchsteinmauerwerk besitzt zwei Dachfenster, die mit einer schmuckvollen Umrahmung versehen sind. Der zweigeteilte Glockengiebel der Kirche überragt nur wenig das Pfarrhaus.